# Didimótico
Didimótico (en griego: Διδυμότειχο) es una ciudad griega situada cerca de la frontera con Turquía en la Periferia de Macedonia Oriental y Tracia, al sureste de Svilengrad, al sur de Edirne, oeste de Uzunköprü y está a 20 kilómetros de Souflí y a 90 de Alejandrópolis. La ciudad cuenta con 8.799 habitantes según el censo de 2001. El municipio de Didimótico tiene 569,5 km² y cuenta con una población de 13.484 habitantes.

## Historia

### Didimótico en la Antigüedad
La ciudad  se fundó en el Neolítico y era una importante ciudad tracia y griega. La ciudad fue saqueada por los romanos en el año 204 a. C. y más tarde, Trajano fundó una ciudad entre dos colinas llamada Plotinópolis en honor a su esposa Pompeia Plotina, que se convirtió en una de las más importantes de Tracia. Los restos de la ciudad se conocen como "Kale" (en turco: Castillo). En 1980 se halló un busto de oro de Trajano que actualmente está en el Museo de Komotiní

### Edad Media

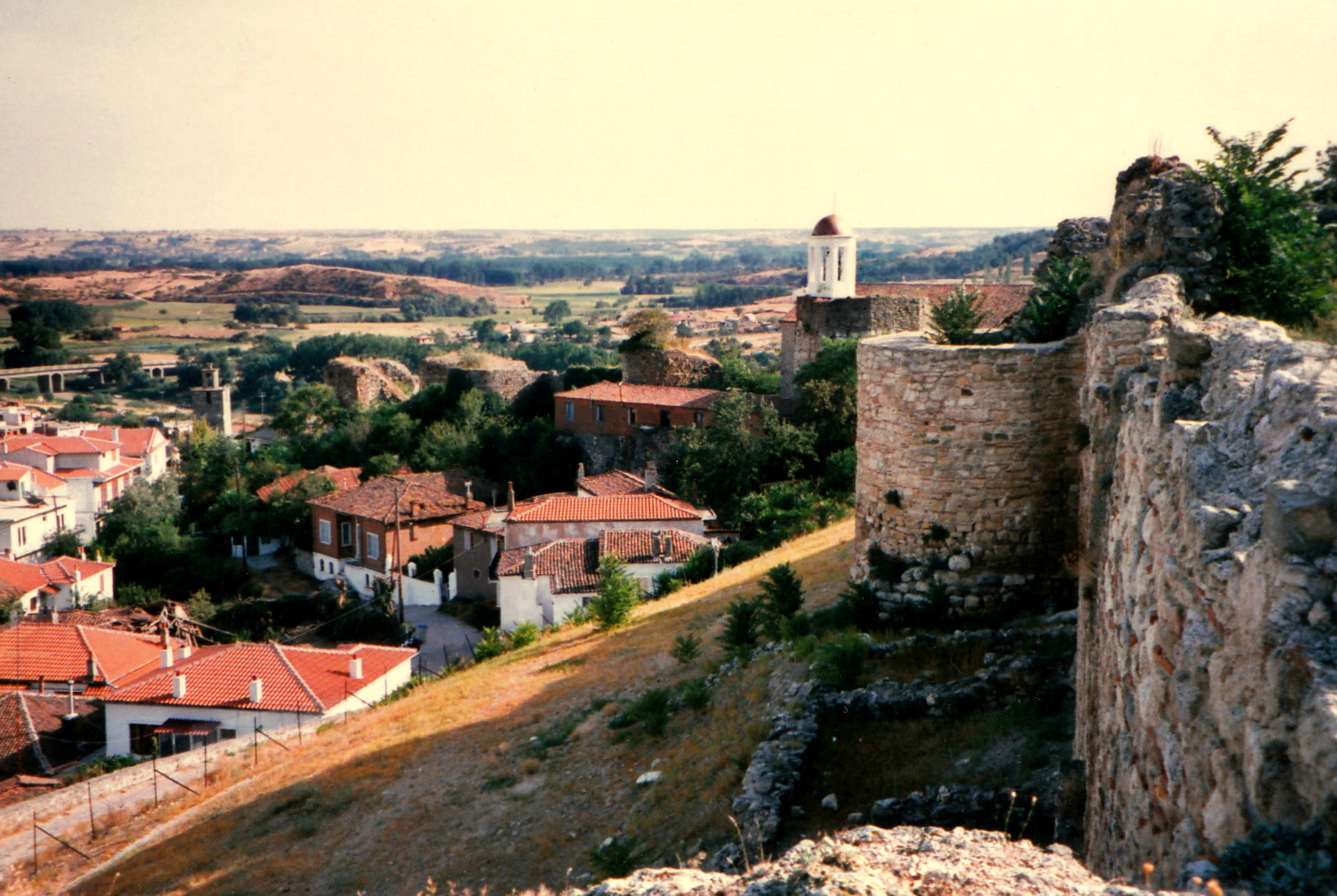
Vista del castillo de la ciudad

En la Edad Media, la ciudad se conocía como Demotika. Era una importante ciudad comercial con los mejores cotos de caza de la zona para emperadores y, más tarde, sultanes. Se fortificó de la mano de los bizantinos en 1261, y se convirtió en la ciudad más importante de Tracia y de la Macedonia Bizantina. Es la ciudad natal de Juan III Ducas Vatatzés y Juan V Paleólogo.

### Era Otomana

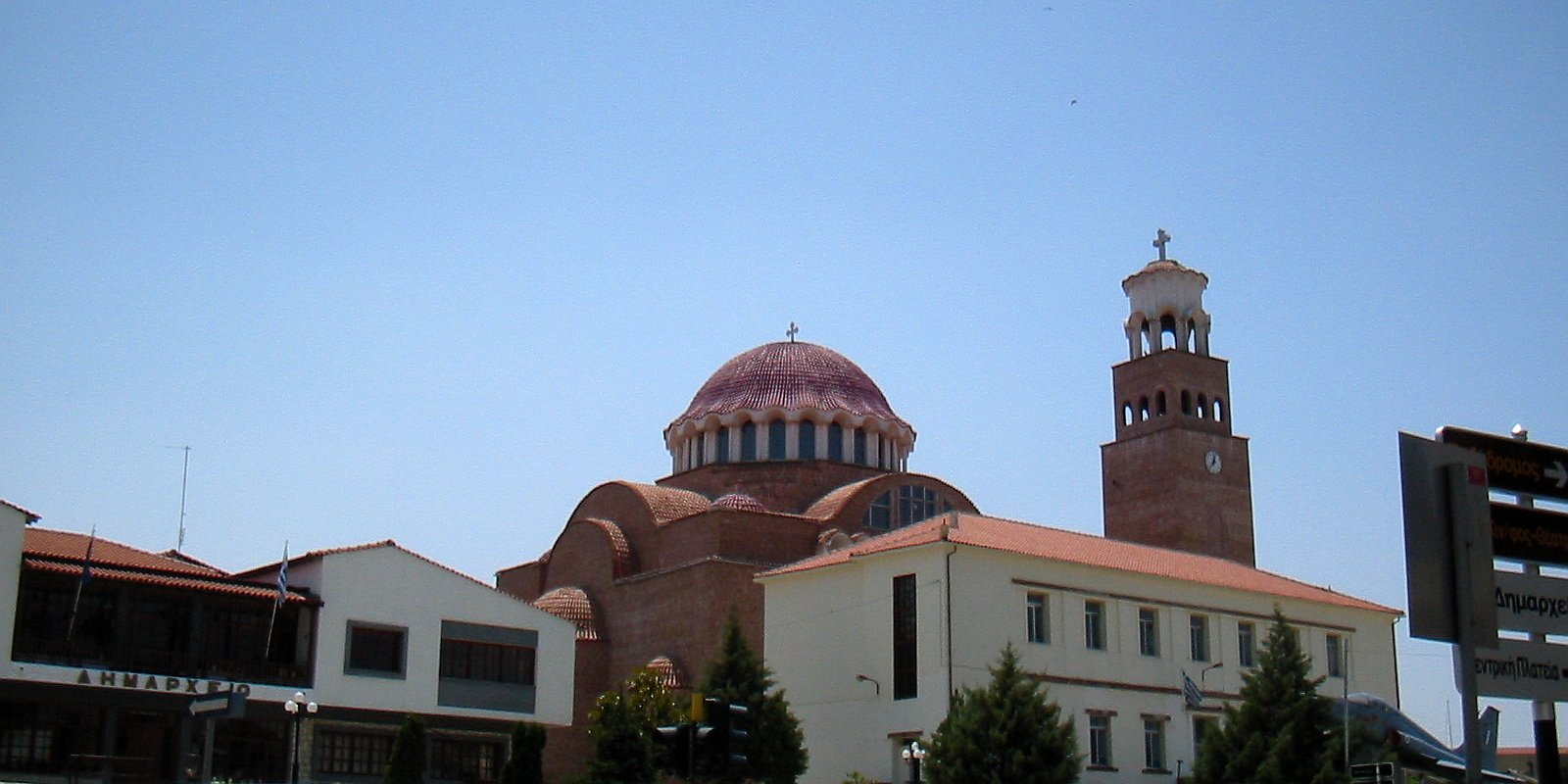
Vita de la iglesia de Panagia Eleftherotria.

La batalla de Demotika, la primera victoria otomana en una guerra en suelo europeo, se libró en el 1352 durante una guerra civil en el Imperio bizantino. En 1361, y tras varios años de asedio, la ciudad cayó en manos de los otomanos. La ciudad continuó cobrando importancia y fue la capital del imperio durante unos pocos años. Fue durante ese corto periodo de tiempo cuando se construyeron la gran mezquita y los baños públicos, siendo ambos los primeros de Europa. Bajo dominio turco, la ciudad era conocida como Dimetoka o Demotika. El sultán otomano Bayezid II nació allí. Tras la batalla de Poltava, el exiliado rey Carlos XII de Suecia vivió en la ciudad los años 1713 y 1714.

### Era Moderna

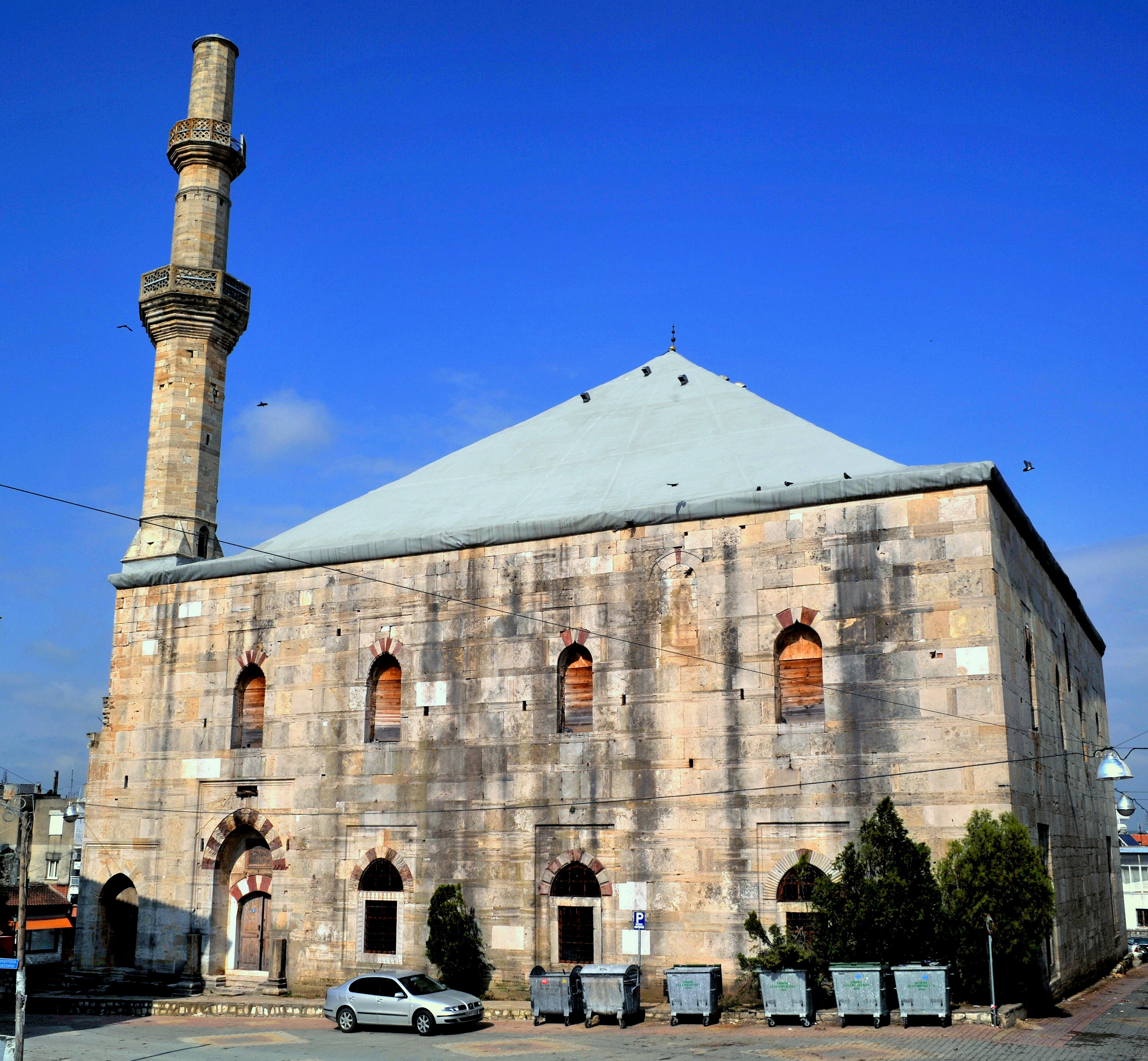
Vista de la Gran Mezquita Bayezid.

En 1912, la ciudad fue ocupada brevemente por los búlgaros durante la Primera Guerra de los Balcanes. La ciudad fue cedida a los búlgaros en 1914, como recompensa a su unión a las Potencias Centrales en la Primera Guerra Mundial. La ciudad continuó bajo dominio búlgaro hasta 1919 con el Tratado de Neuilly. Como otras zonas del oeste de Tracia, la ciudad cayó bajo dominio francés. En 1920, el oeste de Tracia vuelve a ser parte de Grecia, aunque la Segunda Guerra Mundial devastó completamente la ciudad.

### Inundaciones de 2005

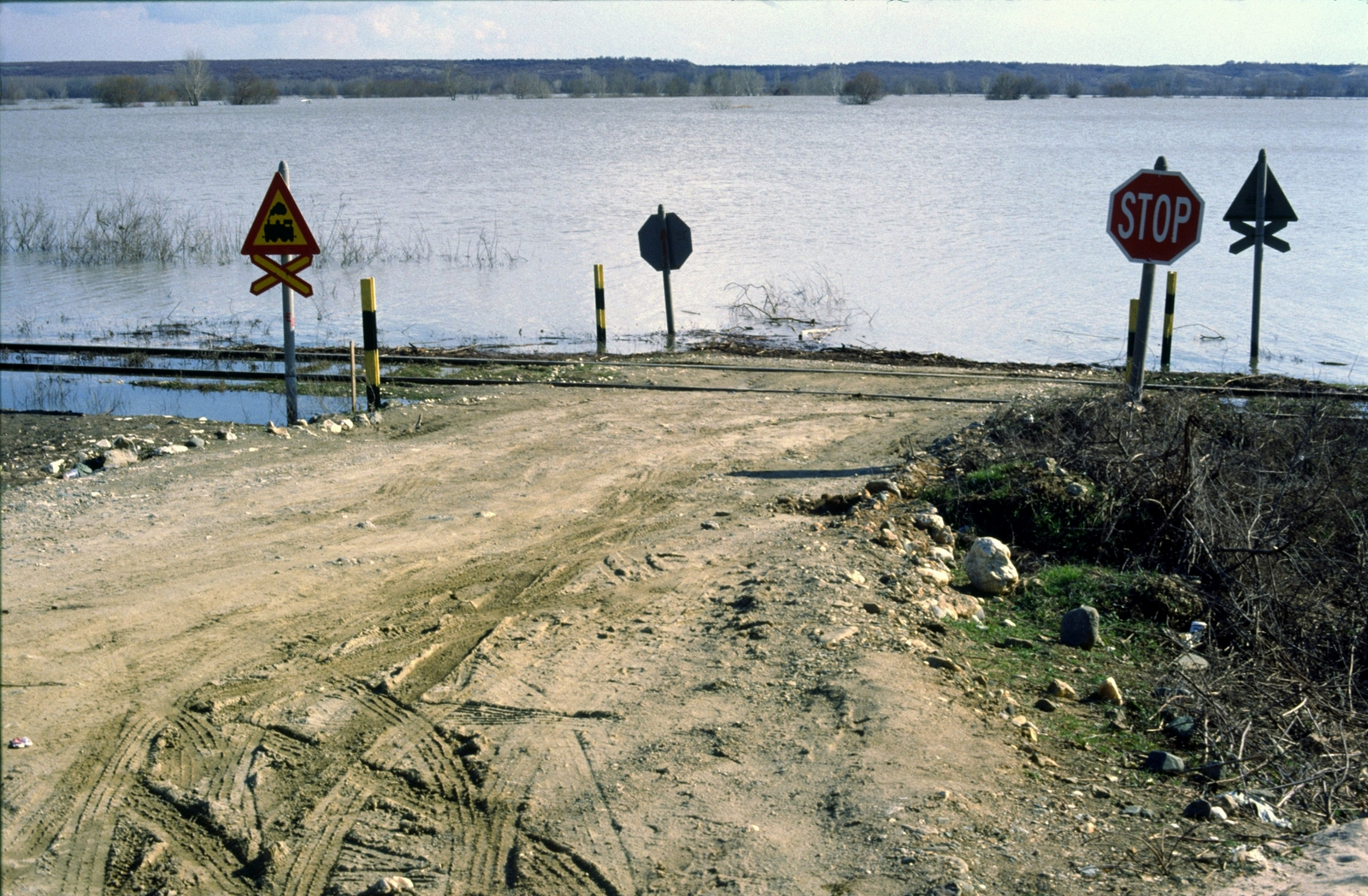
Las inundaciones de 2005 obligaron a suspender el servicio ferroviario.

La ciudad se vio muy afectada por el desborde del río Maritsa, entre el 17 y el 22 de febrero de 2005, que alcanzó a gran parte de la ciudad. Cayeron 5.000 mm de lluvia que hicieron que el río se desbordara. Muchos edificios, tiendas y propiedades se inundaron completamente, lo que lo convirtió en la peor inundación en la zona de los últimos 50 años. La estación de trenes también se cerró por culpa de las inundaciones. Otra inundación afectó a la ciudad en marzo de 2006, pero no tan fuerte como la anterior.

## Nombre
En katharévousa, la ciudad se llamaba Διδυμότειχον  (Didimóteichon), que provenía de δίδυμος, (dídimos - gemelo) y τεῖχος, (teîchos - pared). En búlgaro se llamaba Димотика y en turco: Dimetoka.

## Geografía

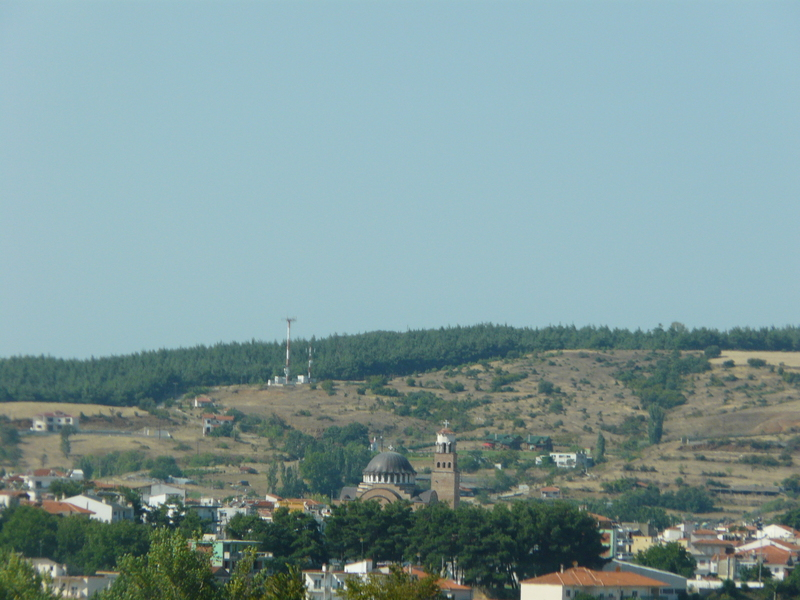
Vista de las colinas cercanas a la ciudad

Hay grandes extensiones de bosque en la zona, aunque mucha tierra se utiliza para la ganadería. Se producen principalmente frutas, verduras y flores. Al oeste de la ciudad hay unas colinas y cerca de la misma está situado el gran bosque de Dadia. la ciudad está situada a tan solo 12 kilómetros de Turquía. Al oeste, gran parte del terreno es montañoso y con bosques; mientras que en el centro y sur de la ciudad se sitúan las granjas y huertos. El tren Salónica - Estambul pasa por la ciudad, así como la autopista griega 51 Alejandrópolis - Orestiada - Edirne/Svilengrad.

## Municipio
El municipio de Didimótico se constituyó en 2011 con la fusión de los municipios de Didimótico y Metaxades. Este se compone de las siguientes comunidades:

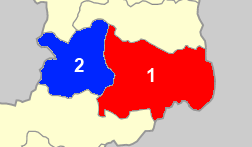
Municipios antes de la reforma de 2011:
1: Didimótico
2: Metaxades

- Didimótico Municipios antes de la reforma de 2011:  
1: Didimótico
2: Metaxades
- Zoodochos Pigi
- Neoi Psathades
- Asvestades
- Asimenio
- Ellinochori
- Thyrea
- Lagos
- Isakio Municipio en 2011 con la reforma del Plan Calícrates
- Karoti
- Koufovouno
- Kyani
- Mani
- Evgeniko
- Sitaria
- Petrades
- Poimeniko
- Prangio
- Pythio
- Rigio
- Stathmos
- Sitochori
- Sofiko

Municipio en 2011 con la reforma del Plan Calícrates

Aparte de Didimótico, los asentamientos más grandes del municipio son Lagos (1.403 habitantes), Koufóvouno (958 hab.), Sofikó (926 hab.), Ellinochori (756 hab.), y Karotí (723 hab.).

## Sitios de interés
- La Gran Mezquita, situada en la plaza de la ciudad y construida entre 1395 y 1397 bajo el mandato del Sultán Bayezid I
- El antiguo castillo de la ciudad, en la parte noroeste.
- El Museo del Folklore de Didimótico
- Los "Baños del Silencio", los primeros baños públicos de Europa. Aún en funcionamiento.
- El Centro Internacional de Artistas Jóvenes de Europa del Este
- El Museo Militar
- El Teatro Municipal, en la Calle Georgios.
- Las ruinas de la antigua ciudad de Plotinópolis.
- Las ruinas de la muralla bizantina y sus fortificaciones, situadas alrededor de la ciudad.
- El pueblo de Pythio, donde aún se conservan los restos de una muralla bizantina.[1]
- El bosque de Tsigla.[1]
- El Museo Bizantino de Didimótico

### La Gran Mezquita Bayezid
La construcción de la Gran Mezquita Bayezid estuvo financiada por el Sultán Bayezid I, natural de la ciudad y fue inaugurada en marzo de 1420. Actualmente está en ruinas, pero puede visitarse y está en pleno proceso de renovación, llevado a cabo por el Ministerio Griego de Cultura.

## Eventos
- Elefthería: Fiesta de liberación de la ciudad. En mayo.[1]
- Gran Bazar: Un bazar que se realiza a finales de septiembre.[1]

## Galería

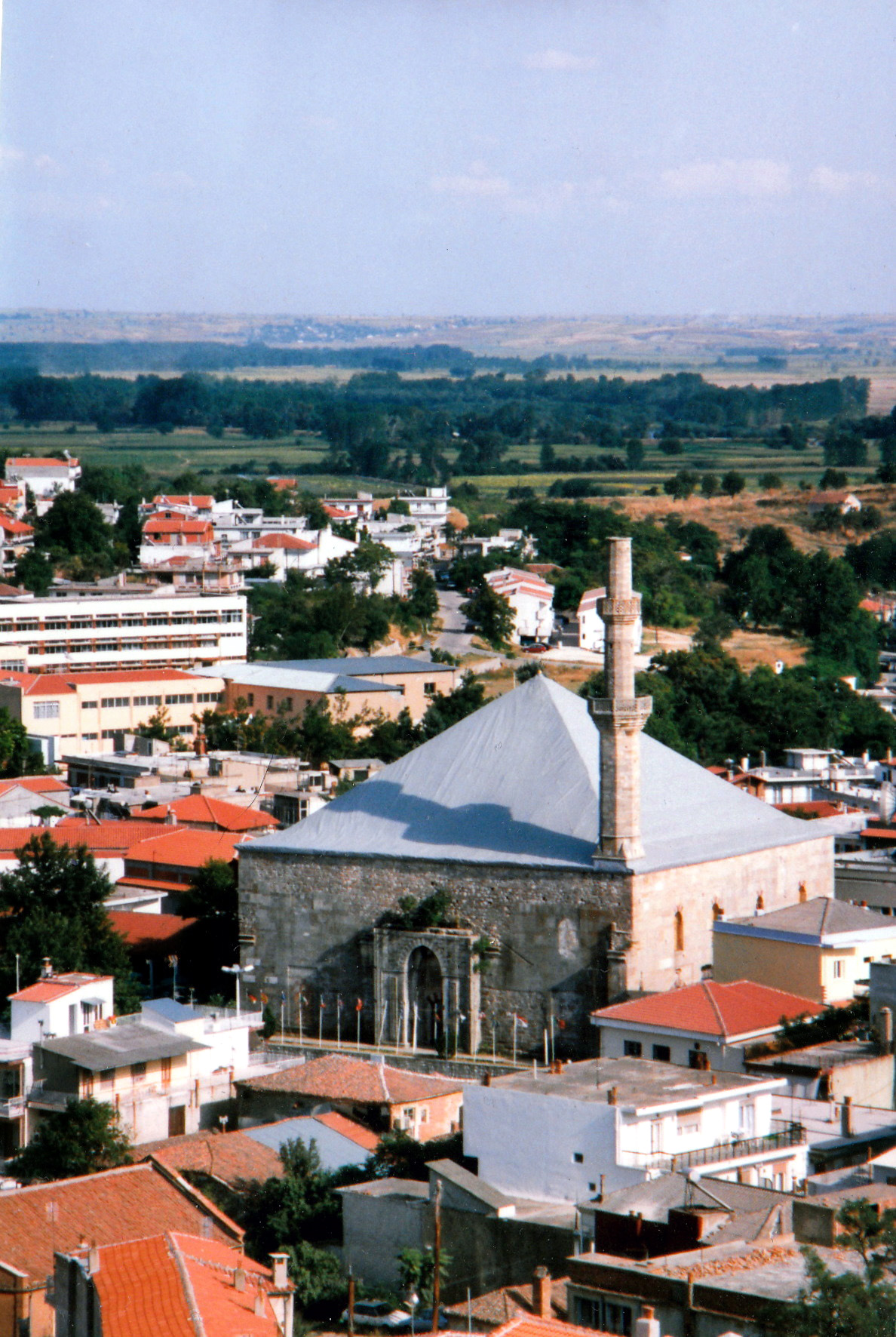
Imagen de la mezquita del Sultán Bayezid I.
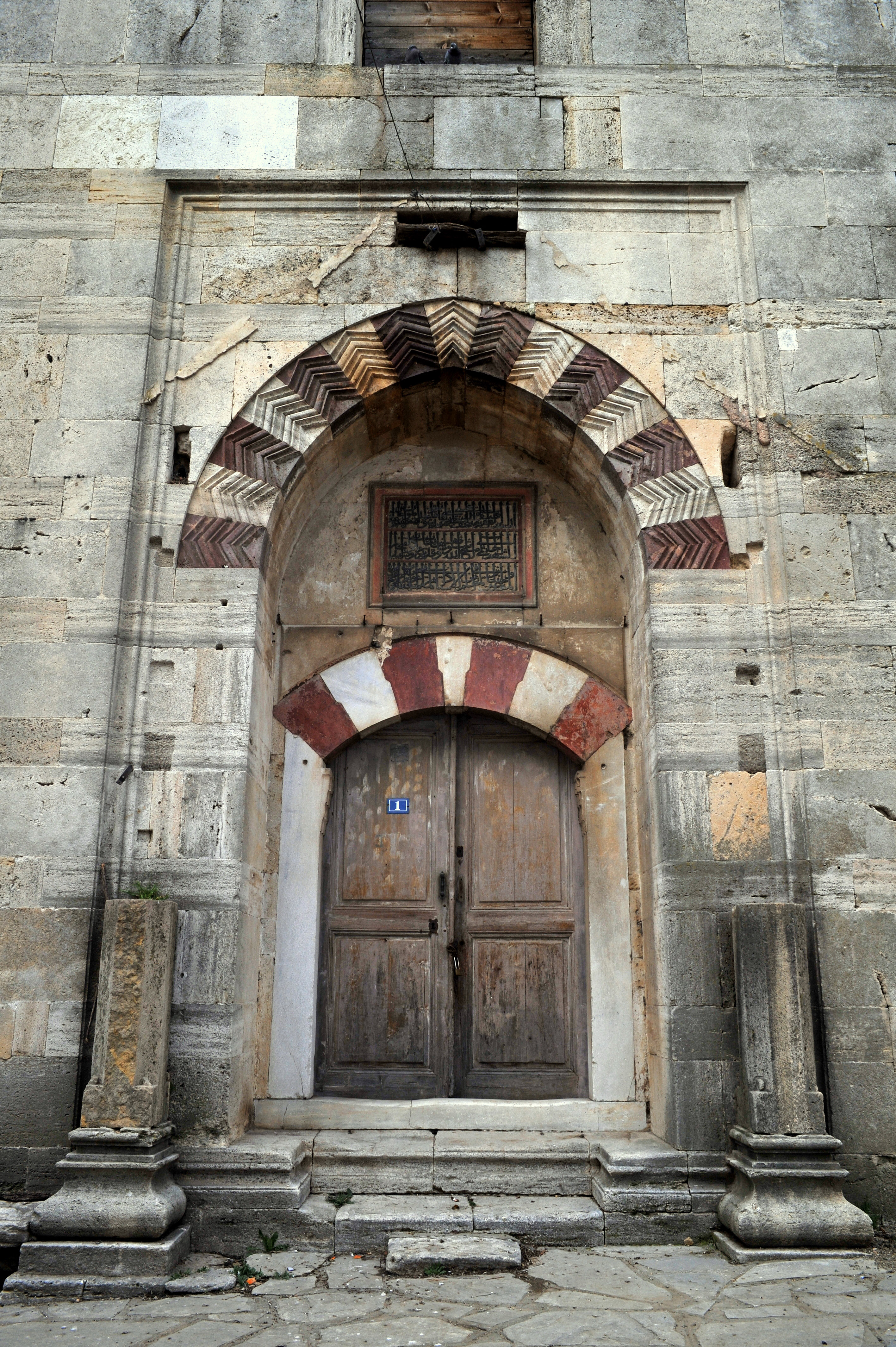
Imagen de la mezquita del Sultán Bayezid I.
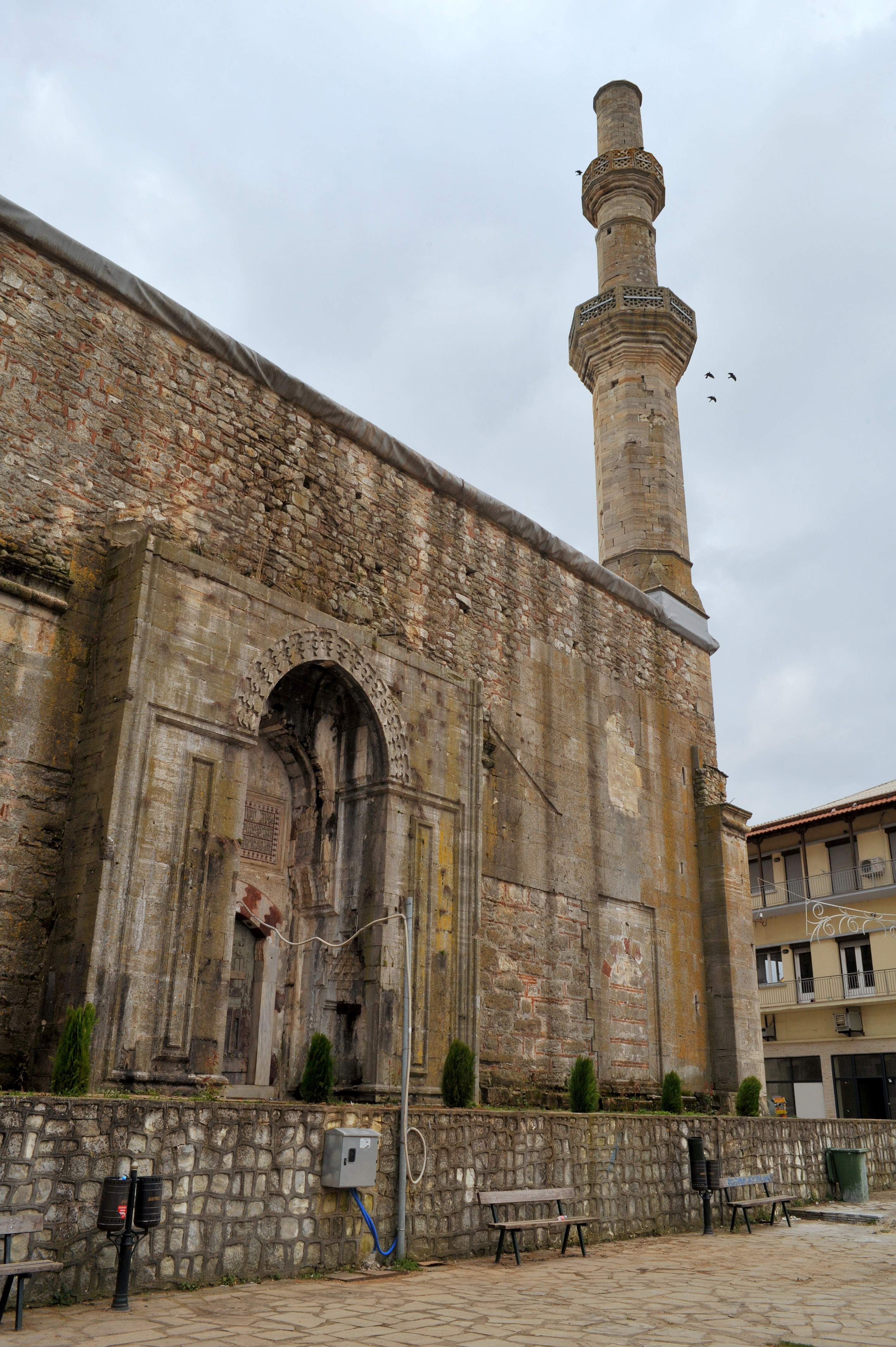
Imagen de la mezquita del Sultán Bayezid I.
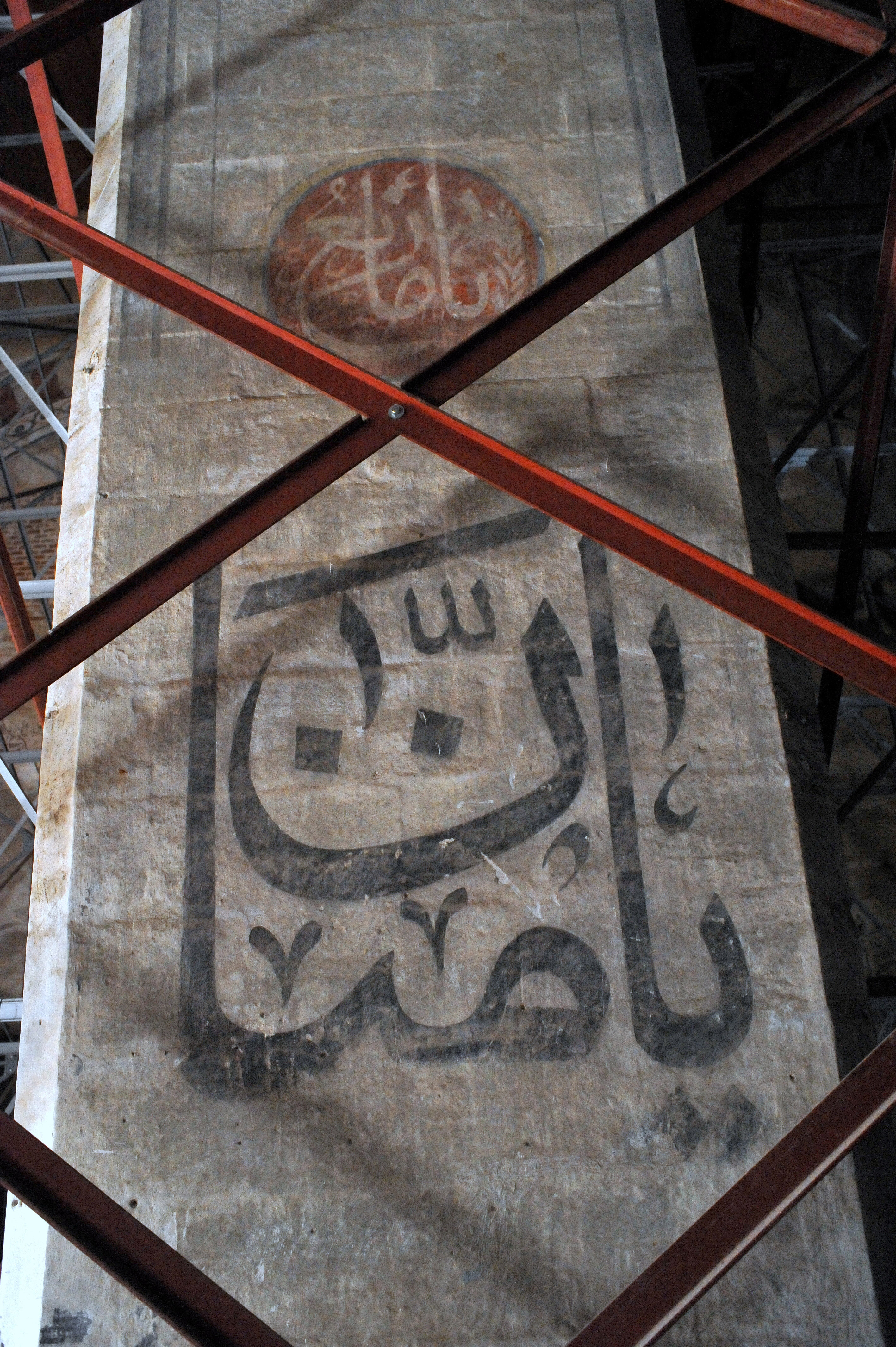
Interior de la mezquita del Sultán Bayezid I.
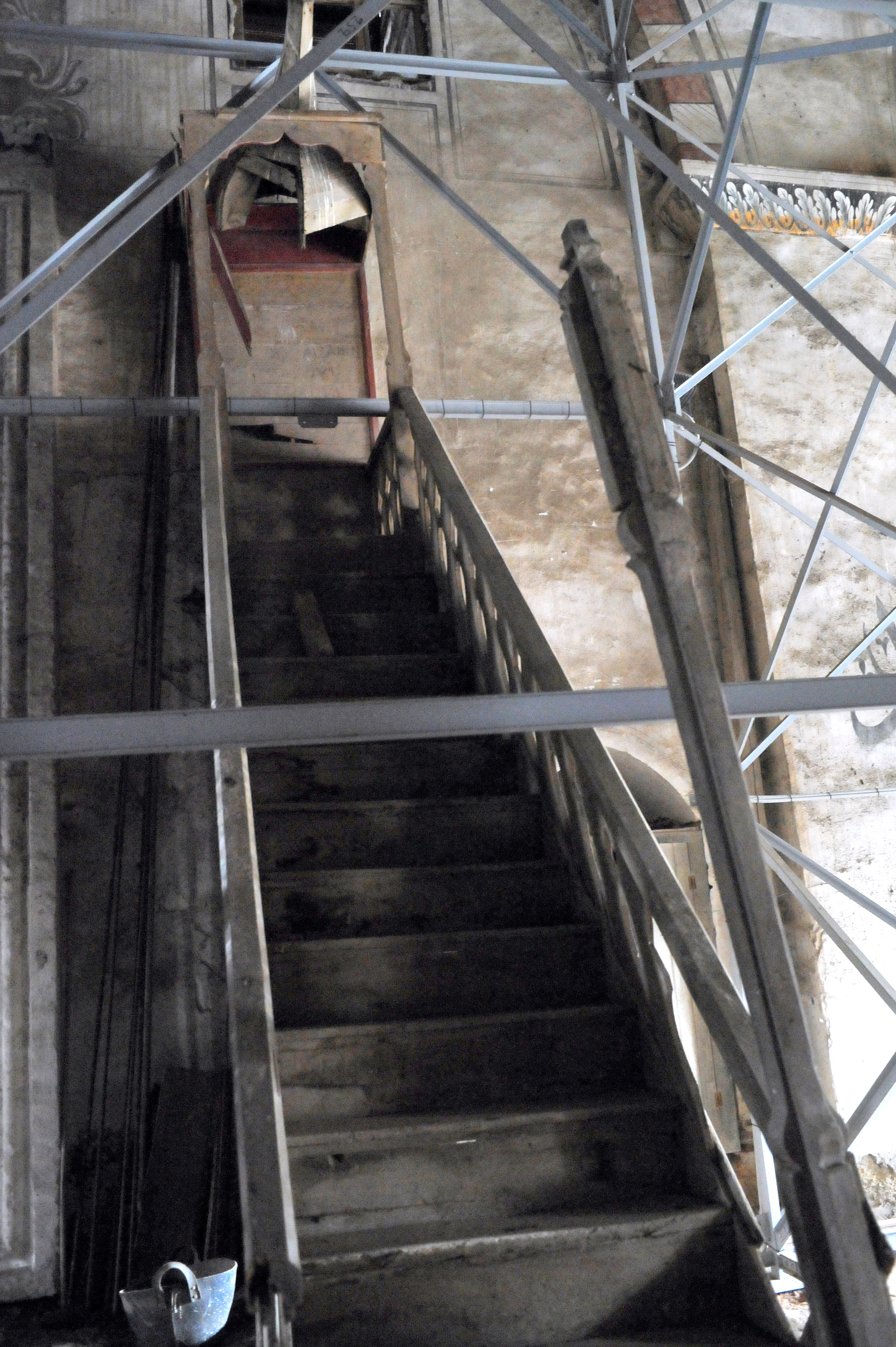
Interior de la mezquita del Sultán Bayezid I.
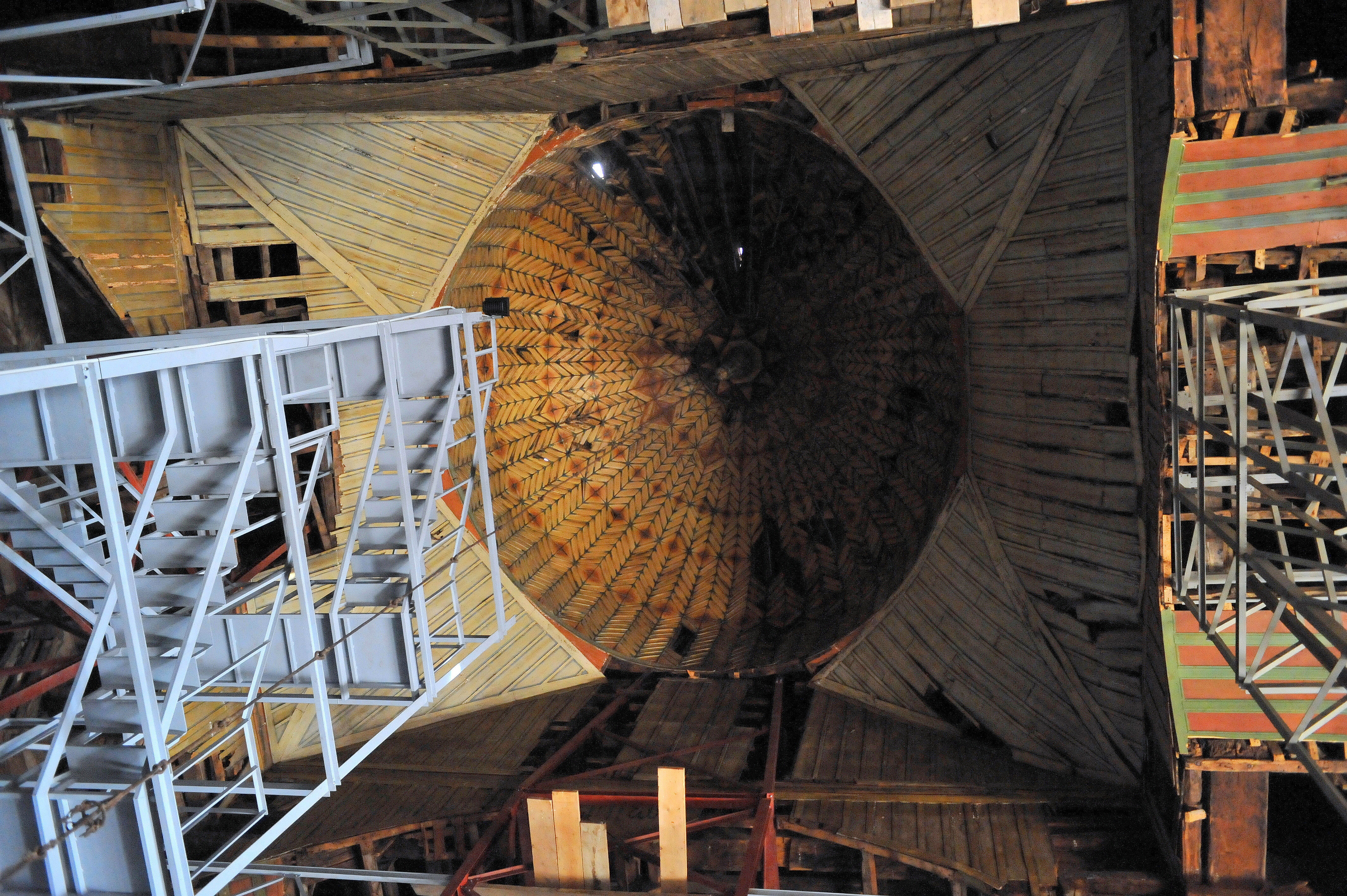
Interior de la mezquita del Sultán Bayezid I.
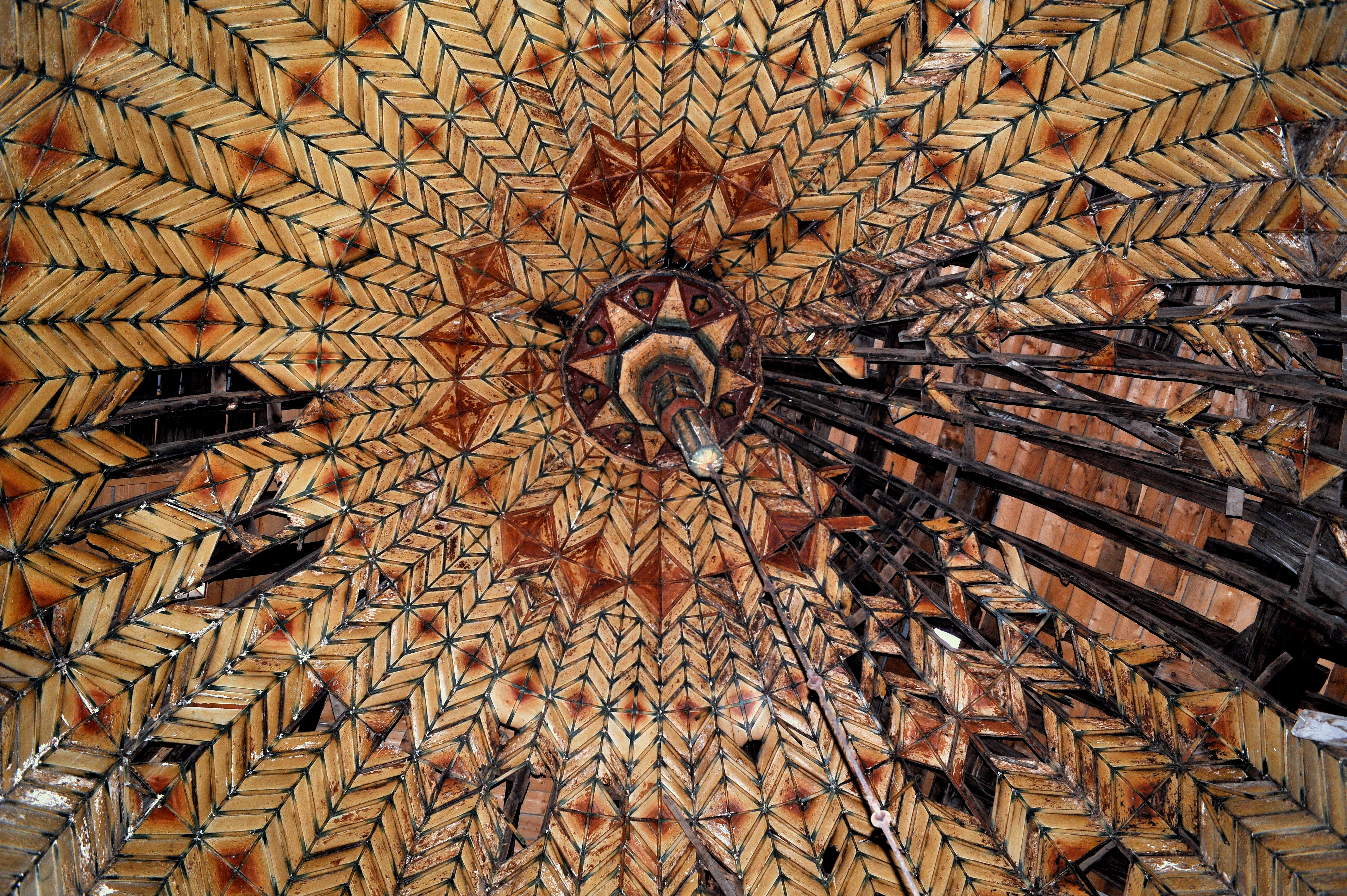
Interior de la mezquita del Sultán Bayezid I.
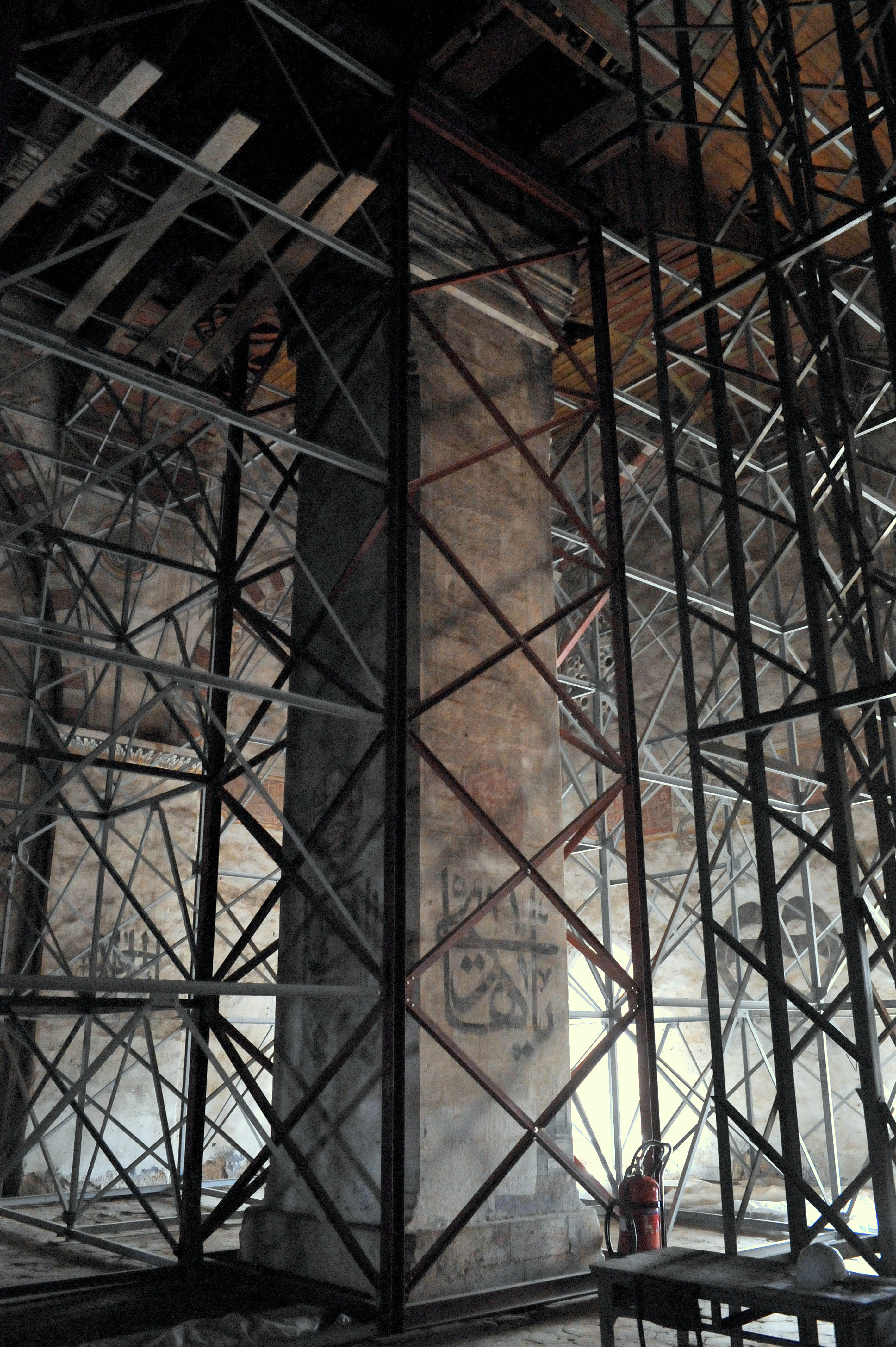
Interior de la mezquita del Sultán Bayezid I.